# Liste des Terres alternatives Marvel
Cet article liste les terres alternatives de l'univers Marvel.
Les « Terres alternatives » dérivent de la Terre-616 (« Earth-616 ») qui désigne la continuité principale de l'univers Marvel, avec tous ses super-héros et super-vilains. Le terme « Terre-616 » apparaît pour la première fois dans le comic book Motion Picture Funnies Weekly #1 en 1939, mais n'a été véritablement défini qu'en 1983.

## Conception et numérotation
La numérotation des Terres alternatives de l'univers Marvel ne s'est pas effectuée de manière aléatoire. Officiellement, la première à avoir été numérotée fut la Terre « principale » (la Terre-616). C'est le scénariste Alan Moore qui lui donna ce numéro, lors de sa participation au comic book sur Captain Britain avec Marvel UK.
Les versions diffèrent quant à la raison de ce choix. Selon Moore, celui-ci choisit ce nombre de manière aléatoire, indiquant qu'il était toujours question de « Terre-1 », « Terre-4 » mais jamais de numérotation avec des chiffres plus conséquents. Selon une autre version, Moore aurait voulu attribuer initialement le numéro « 666 » mais se heurta aux refus de Marvel, étant donné des connotations sataniques évidentes de ce nombre qui, selon les éditeurs, auraient apporté un argument supplémentaire aux détracteurs des comics.
Par la suite, Mark Gruenwald imagine un système de numérotation : le nombre pour chaque Terre correspond aux deux derniers chiffres de l'année, suivis du mois de l'épisode où la Terre alternative fait sa première apparition. Ainsi, l'univers de Spider-Girl est la « Terre-982 » car sa première apparition est dans What if (vol. 2) #105, sorti en février 1998 (98-2).
Lorsque deux Terres alternatives apparaissent le même mois, un numéro est rajouté (1, 2, 3, etc.), à l'image des Terres 9031 à 9033 (apparues toutes dans What if (vol. 2)  #11 en mars 1990 ; donc : 90-3). Cependant, depuis l'année 2000 ce système de numérotation a perdu de sa cohérence, puisque le ou les premiers numéros deviennent des « 0 » ; la numérotation redevient dès lors plutôt aléatoire. Des exceptions existent cependant, par exemple avec la Terre-9997 (ou « Terre-X »).

## Liste des mondes alternatifs à la Terre-616 dans le multivers Marvel (Multiverse)
Liste non exhaustive.
- Terre-9 : le monde natal de Saturnyne (en)[2].
- Terre-12 : le lieu d'habitation de Mimic des Exilés. Ce monde est une véritable utopie car ici tout le monde accepte les mutants sans problèmes, et les super héros sont aimés comme des stars de cinéma.
- Terre-15 : le monde où Peter Parker fusionna avec un symbiote (probablement Carnage) et devint un meurtrier, que l'Arme X chercha à utiliser[3].
- Terre-26 : le monde dans lequel Red Richards créa un dispositif permettant de priver tous les super-humains de leurs pouvoirs, évitant le recours à la loi d'enregistrement des surhumains, le « Superhuman Registration Act (en) »[4].
- Terre-33 : le monde des Quatre Fantastiques des années 1950.
- Terre-42 : le monde de l'araignée radioactive ayant mordu le Miles Morales du film d’animation Spider-Man : New Generation. Dans ce monde, n'étant pas devenu Spider-Man, Miles Morales est devenu le Rôdeur.
- Terre-65 : le monde de Spider-Gwen.
- Terre-65B : le monde de la Spider-Gwen du film d'animation Spider-Man : New Generation.
- Terre-67 : le monde de la série d'animation des années 1960, L'Araignée[5].
- Terre-98 : ce monde se situe entre 1961 et 1973 (à la mort de Gwen Stacy). Cette Terre est très proche de notre réalité.
- Terre-110 : le monde dans lequel Red Richards invente la « Global technology ».
- Terre-111 : le monde natal des « Challengers » du Docteur Fatalis, détruit ensuite par Galactus. Les Challengers de Fatalis remplaçaient dans ce monde les Quatre Fantastiques qui, ici, n'ont jamais existé. Fatalis, Red Richards, Jane Storm et Bruce Banner (sous sa forme de Hulk intelligent) en font partie. Dans ce monde, Ben Grimm n'est jamais devenu la Chose et a divorcé de Jane Storm. Red Richards, Jane Storm et Johnny Storm n'ont aucun pouvoir. Johnny Storm est un acteur de cinéma célèbre. Par ailleurs, la guerre froide ne s'est pas terminée dans cette réalité et c'est l'URSS qui est la première puissance mondiale[6].
- Terre-148 : le monde habité par Kylun d'Excalibur.
- Terre-155 : le monde dans lequel Hank Pym et Red Richards sont à l'origine du « Superhuman Registration Act », sans que Tony Stark n'y soit impliqué. Dans ce monde, Pym est mort d'une rupture d'anévrisme deux jours après que la loi fut promulguée. Les combats furent violents mais Red Richard convainquit les rebelles d'accepter la loi sans problème[4].
- Terre-231 : le monde dans lequel Red Richards élimina les autres membres des Illuminati dès leur création, pour empêcher que leur ambition ne dépasse leurs capacités et que le chaos s'ensuive[7].
- Terre-238 : le monde habité par Captain UK (Linda McQuillan).
- Terre-295 : le monde d’Age of Apocalypse.
- Terre-311 : le monde de Marvel 1602.
- Terre-355 : le monde de Coal Tiger, le fils de T'Challa (la Panthère noire).
- Terre-398 : le monde de la fée Morgane, une reine médiévale.
- Terre-523 : le monde de Captain Albion (Captain Britain Corps) ; voir Captain Britain.
- Terre-538 : le monde dans lequel, à la suite des actions des Illuminati, le Beyonder remodela cette Terre pour y être vénéré[7].
- Terre-555 : le monde de New Universe.
- Terre-616 : la continuité principale de l’univers Marvel.
- Terre-616B : Le monde de Peter B. Parker dans le film d’animation Spider-Man : New Generation.
- Terre-665 : le monde de Forbush Man, un employé fictif de Marvel Comics.
- Terre-666 : le monde dans lequel Thor est devenu une momie.
- Terre-688 : le monde des films Sony’s Spider-Man Universe.
- Terre-689 : le monde dans lequel Scarlet Centurion convainc les Vengeurs de Terre-689 d'attaquer les super-héros de la Terre-616[8].
- Terre-691 : le monde de Killraven[9], envahi par les Martiens ; aussi le monde des Gardiens de la Galaxie (1969).
- Terre-712 ou « Earth-S » : le monde de l'Escadron suprême, l'Institute of Evil et l'America Redeemers.
- Terre-721 ou « Earth-A » ou « Alter-Earth » : le monde où Red Richards est devenu la chose et Ben Grimm est devenu l’étirable, inflammable Mr. Fantastic. Susan et Johnny Storm n'ont pas de pouvoirs[10].
- Terre-723 : le monde de The Star Brand, un groupe de musique Marvel[11]
- Terre-818 : le monde où Thor est mort à sa naissance. Son père Odin a consacré sa vie à la race humaine naissante, faisant rapidement progresser leur civilisation avec la paix et la connaissance, faisant de la Terre-818 l’un des plus beaux endroits du Multivers[12]
- Terre-811 : le monde de Days of Future Past dans X-Men #141-142.
- Terre-828 : le monde d'origine des Quatre Fantastiques dans le film Les Quatre Fantastiques : Premiers pas, en hommage à Jack Kirby[13].
- Terre-829 : le monde du dieu Hercule.
- Terre-838 : le monde d'origine des Illuminati dans le film Doctor Strange in the Multiverse of Madness.
- Terre-889 : le monde que l'Agent X-13 (Margaret Carter) voulut annexer, mais qui se heurta à la Société X (« X-Society »)[14].
- Terre-892 : le monde dans lequel le Docteur Fatalis domine la Terre grâce au Cube cosmique.
- Terre-928 : le monde des comics Marvel 2099.
- Terre-928B : le monde d'origine de Miguel O'Hara et où se trouve le quartier général de la Spider-Society dans le film d’animation Spider-Man: Across the Spider-Verse.
- Terre-967 : le monde d'Hyperstorm, fils de Franklin Richards et Rachel Summers, variante de la terre-811 de Days of Future Past[15].
- Terre-976 : le monde dans lequel le groupe des Illuminati est différent : le Docteur Fatalis et Magneto en font partie, à la place du Professeur Xavier et du Docteur Strange. Red Richards a convaincu Tony Stark de les incorporer pour un front commun, ce qui en fait une cause solide pour unifier les plus ambitieux d'entre eux. Cette Terre a ainsi connu la paix après la création des Illuminati et de Civil War[7].
- Terre-982 : le monde de la ligne temporelle MC2 (Marvel Comics 2 (en)), le futur de l'univers Marvel actuel (Fantastic Five (en), Spider-Girl).
- Terre-1048 : le monde dans lequel se trouve l'univers des jeux vidéo sur Spider-Man et Wolverine de l'éditeur Insomniac Games.
- Terre-1121 : variante de la Terre-712 ou « Earth-S »
- Terre-1122 : le monde natal de Spider-Girl/May Parker, la fille de Ben Reilly, le clone de Spider-Man
- Terre-1218 : le monde réel (le nôtre), dans lequel tous les personnages des autres univers alternatifs Marvel sont des personnages de comics.
- Terre-1287 : le monde de Strikeforce: Morituri (en), une ancienne série Marvel (1986-1989).
- Terre-1298 : le monde de la série télévisée Mutant X.
- Terre-1610 : le monde des comics Ultimate Marvel.
- Terre-1610B : le monde du Miles Morales du film Spider-Man: New Generation.
- Terre-1735 : le monde dans lequel le « Superhuman Registration Act » et le projet Initiative, lancés uniquement par Red Richards, sont des succès flagrants et rapides. Dans cette réalité, Captain America a été retrouvé dans la glace peu après la mise en place du projet Initiative[4].
- Terre-2122 : le monde d'origine de Crusader X (Bran Braddock) ; un monde où le Royaume-Uni règne toujours sur l'Amérique. La Première Guerre mondiale n'a jamais eu lieu, et la majeure partie de l'Europe est dominée par des royaumes et des empires, dont la Prusse et l'Autriche-Hongrie.
- Terre-2149 : le monde de Marvel Zombies (Zombiverse).
- Terre-2819 : le monde dans lequel, à la suite des actions des Illuminati, le Beyonder (dans un accès de colère) détruisit cette Terre et la recréa avec uniquement un seul homme et une femme[7].
- Terre-2992 : le monde du héros de la série Marvel Knights 2099.
- Terre-3290 : le monde dans lequel les Skrulls ont gagné l'invasion secrète ; c'est une défaite totale pour la Terre[7].
- Terre-3490 : le monde dans lequel Captain America a épousé Natasha Stark (Iron Woman). Red Richards put pacifiquement y lancer le « Superhuman Registration Act » et le projet Initiative, qui furent acceptés par tous. Hank Pym n'en fit pas partie et fut emprisonné comme rebelle[4].
- Terre-4321 : le monde de Marvel: The End (en) #1-6 (2003) où Thanos détruit l'univers, avant que celui-ci ne soit recréé par une entité cosmique supérieure.
- Terre-5311 : le monde de Uncanny X-Men #153 (« Well at the Center of Time »), un fameux épisode de Noël écrit par Chris Claremont et dessiné par John Byrne.
- Terre-5521 : le monde dans lequel la première et dernière action des Illuminati a été de faire détruire le Monde-Trône des Skrulls par le Phœnix. Peu après, Red Richards détruit le Phœnix pour l'empêcher de sombrer dans la folie, et pour éviter une invasion du peuple Shi'ar. Le résultat fut que cette Terre ne subira dans le futur aucune invasion extra-terrestre[7].
- Terre-5555 : le monde des séries Dragon's Claws (en) et Death's Head (en) (Marvel UK).
- Terre-6311 ou « Other-Earth » : le monde d'origine de Nathaniel Richards, alias Kang le conquérant.
- Terre-7085 : le monde dans lequel « Tous les héros sont des loups-garous ».
- Terre-7207 : le monde de Marvel Noir.
- Terre-8101 : le monde de la série Marvel Apes (en), dans lequel tous les super-héros et super-vilains sont des singes (chimpanzés, orang-outans ou gorilles), comme dans le roman La Planète des singes.
- Terre-8311 : le monde de la série Marvel Tails (le monde de « Peter Porker », alias Spider-Ham)[16].
- Terre-8410 : Réalité alternative se déroulant en l'année 2020 où Machine Man s'est réveillé pour affronter Baintronics. Monde natal d'Iron Man 2020 (Arno Stark), Death's Head II, Death Wreck, Death Metal, Spider-Girl 2020 et Wild Thing (Nikki Doyle).
- Terre-9997 : le monde de la série Earth X et Paradise X.
- Terre-10005 : le monde des films de la franchise X-Men, 20th Century Studios.
- Terre-11052 : le monde de la série animée X-Men: Evolution.
- Terre-13122 : le monde de l’univers Lego dans le jeu vidéo Lego Marvel Super Heroes.
- Terre-14123 : le monde du film d'animation Les Nouveaux Héros, Walt Disney Pictures.
- Terre-15866 : le monde du reboot de 2015, Les Quatre Fantastiques, 20th Century Studios.
- Terre-26320 : le monde où se situent les trois films de la saga Blade ainsi que Blade : La Série, aussi dénommé le Blade Cinematic Universe, New Line Cinema.
- Terre-26496 : le monde de la série animée Spectacular Spider-Man.
- Terre-29007 : le monde dans lequel, à la suite des actions des Illuminati, le Beyonder a recréé un nouveau Battleworld et transféré l'ensemble des super-héros et vilains à l'intérieur. Grâce à cela, cette « Terre » connut la paix[7].
- Terre-45828 : le monde de la série Razorline (en).
- Terre-50101 : le monde de Pavitr Prabhakar (en), la version indienne de Spider-Man dans le film d'animation Spider-Man: Across the Spider-Verse.
- Terre-58163 : le monde de House of M[17]
- Terre-78411 : le monde de « Dinosaur World », avec Devil Dinosaur (en) et Moon-Boy (en)[18]
- Terre-80827 : le monde dans lequel la France et le Royaume-Uni sont les deux nations qui dominent le monde et qui se font la guerre (dans cette réalité, l'Amérique du Nord est française).
- Terre-80920 : le monde dans lequel se déroulent les séries Wolverine et les X-Men, Avengers : L'Équipe des super-héros ainsi que le long-métrage d'animation Thor : Légendes d'Asgard et les courts-métrages d'animation Hulk vs Thor et Hulk vs Wolverine.
- Terre-86749 : le monde dans lequel Spider-Man n'existe pas, et où les Sinistres Six ont pris le contrôle de New York.
- Terre-88194 : le monde de la série (et du personnage) Terror Inc.
- Terre-90210 : le monde de la série Wolverine: Old Man Logan (en), un futur alternatif dans lequel Wolverine est un vieillard.
- Terre-91274 : le monde des comics G.I. Joe et Transformers publiés par Marvel.
- Terre-92131 : le monde des séries animées X-Men, Spider-Man, l'homme-araignée et X-Men ’97.
- Terre-94000 : le monde du film Les Quatre Fantastiques produit par Roger Corman, jamais sorti au cinéma.
- Terre-96283 : le monde de Spider-Man (incarné par Tobey Maguire) dans la trilogie de films de Sam Raimi, Sony Pictures.
- Terre-120703 : le monde des films sur Spider-Man de Marc Webb, The Amazing Spider-Man et The Amazing Spider-Man : Le Destin d'un héros, incarné par Andrew Garfield, Sony Pictures.
- Terre-121347 : le monde des films Ghost Rider et Ghost Rider 2 : L'Esprit de vengeance, Sony Pictures.
- Terre-121698 : le monde de la duologie Les Quatre Fantastiques et Les Quatre Fantastiques et le Surfer d'argent de Tim Story, 20th Century Studios.
- Terre-199999 : la réalité de l'univers cinématographique Marvel (MCU), Marvel Studios.
- Terre-400083 : le monde du film Hulk (2003, Universal Pictures) et du jeu associé.
- Terre-534834 : le monde des séries animées Iron Man, Les Quatre Fantastiques et L'Incroyable Hulk.
- Terre-555236 : le monde du film d'animation Next Avengers: Heroes of Tomorrow.
- Terre-701306 : le monde des films Daredevil (2003) et Elektra (2005), 20th Century Studios.
- Terre-729993 : le monde dans lequel Deadpool fait partie du « Yellow Lantern Corps ».
- Terre-751263 : le monde de la série d'animation de 1999 Les Nouvelles Aventures de Spider-Man. Il s'appelle également « Counter-Earth ».
- Terre-818793 : le monde d'Army of Darkness (en), basé sur le film Evil Dead 3 (un crossover notamment de la série Marvel Zombies).
- Terre-1789002 : le monde dans lequel le « Superhuman Registration Act » a été accepté par tous sans problème. Red Richards y invente un sérum donnant des super pouvoirs à quiconque en veut[4].
- Terre-A ou « Alter-Earth » : le monde dans lequel deux membres des Quatre Fantastiques (Ben Gimm et Red Richards) échangent leurs identités à cause d'un rayon cosmique[19].
- Terre-B : le monde visité par Miss Hulk, Wiccan, Hulkling et le Docteur Strange[20].
- Terre-TRN011 : le monde du film Punisher : Zone de guerre
- Terre-TRN123 : le monde des séries d'animation Ultimate Spider-Man, Hulk et les Agents du S.M.A.S.H. et Avengers Rassemblement.
- la Contre-Terre de la série Heroes Reborn.

### Dans la sérieWhat if?
Liste des différentes Terres parallèles dans la série What if? (publiée de 1977 à 1984) et traduite en français sous le titre Et si....
Dans cette série, par exemple dans l'épisode « Et si les Quatre Fantastiques étaient la rédaction Marvel des origines », le scénariste Stan Lee serait Mr Fantastique, le dessinateur Sol Brodsky serait la Torche Humaine, le dessinateur Jack Kirby serait la Chose et l'éditrice Flo Steinberg serait la Femme invisible.
- Terre-717 : le monde de l'épisode What if: Captain America.
- Terre-772 : le monde de l'épisode What if: Spider-Man.
- Terre-774 : le monde de l'épisode What if: Hulk.
- Terre-82432, Terre-82801, Terre-89112, Terre-90110, Terre-90111, Terre-91111, Terre-91112, Terre-97102 : les mondes de l'épisode What if: Les Quatre Fantastiques.
- Terre-WI2-28 : le monde de l'épisode What if? (vol. 2) #28-29 dans lequel le savant américain Abraham Erskine (en) est toujours vivant, et continue de créer (grâce au sérum qu'il a inventé) des super-soldats (copies de Captain America). Cet imposteur tue tous les super-héros avant qu'ils aient eu leurs super-pouvoirs, y compris Bucky et Nick Fury. L'imposteur devient président des États-Unis et le dictateur de la Terre-97102.
- Terre de What if? (vol. 3) :
  1. « Et si... Jessica Jones avait rejoint Les Vengeurs ? »
  2. « Et si... Magnéto et le Professeur Xavier avaient formé les X-Men pour toujours ? »
  3. « Et si... Karen Page n'était pas morte dans Daredevil #1 ? »
  4. « Et si... tante May était morte à la place de l'oncle Ben ? »
  5. « Et si... la Chose était devenu le Docteur Fatalis ? »
  6. « Et si... le général Thunderbolt Ross était devenu Hulk ? »
- Terre de What if? (vol. 6) :
  1. « Et si... Captain America était un Indien ? »

### Dans la sérieExiles
Dans la série Exiles :
- Terre-15 : le monde dans lequel habite Spider du groupe « Weapon X ».
- Terre-127[22] :
  - on peut y voir le côté féminin de Magnéto et de Vif-Argent ;
  - on peut y voir le côté masculin de la Sorcière rouge ;
  - dans ce monde, Mesmero (en) et Wolverine forment l'équipe « Brother Mutant ».

## Autres dimensions alternatives
Liste non exhaustive.
- La dimension d'Agamotto (en), où réside cette entité mystique.
- La dimension d'Asgard, un planétoïde extra-dimensionnel abritant notamment la patrie des dieux de la mythologie nordique du monde Marvel (Odin, Thor, Loki, etc.). Autrefois relié à la Terre (Midgard) par le Pont de l'arc-en-ciel (Bifrost).
- La dimension d'Avalon (en)[23], aussi connue sous le nom d'« Autre Monde » (« Otherworld »), basée sur la mythique « Avalon ». Patrie de Merlyn, Roma (en) et du Captain Britain Corps. Lieu où se situe Camelot, la Chapelle verte et la citadelle Starlight.
- La dimension Darkforce (en), une dimension d'où provient la Darkforce, une énergie puissante qui peut être manipulée de manière légèrement différente par une poignée d'êtres qui y sont sensibles.
- La Dimension noire (« Dark Dimension »), dans laquelle Dormammu et Umar y ont été bannis par les Faltines. Elle était habitée par des sorciers connus sous le nom de Mhuruuks.
- L'Enfer, une réalité de l'au-delà pour les âmes maléfiques, habitée par des démons.
- Héliopolis, également connue sous le nom d'« Overvoid » ou « Othervoid »[24], une ville céleste dans une dimension adjacente à celle de la Terre, fondée par les dieux qui étaient autrefois vénérés en Égypte. Ce royaume divin semble être construit sur un petit objet planétaire (un peu comme le royaume d'Asgard) et son passage vers la Terre est un pont d'or à travers l'espace, appelé le Chemin des dieux (« Path of the Gods »)[25].
- Le monde des Immortels (« Undying Ones »), des démons humanoïdes cherchant à envahir et conquérir la Terre[26],[27]. Apparaît dans les aventures du Docteur Strange.
- La dimension de K'ai[28].
- La dimension de K'un-L'un[28], dans laquelle Iron fist a appris les arts martiaux et la spiritualité orientale.
- Le royaume de Méphisto, une dimension (qui ressemble à l'Enfer) gouvernée par Méphisto. Blackheart et Lilith résident également ici.
- Le Microvers (« Microverse »)[29], tout univers qui n'est accessible que par l'harmonisation vibratoire (le rétrécissement). Apparaît notamment dans la série de comics Micronauts (en).
- Le Mojoland ou « Mojoverse »[30], une dimension remplie d'extraterrestres veules, et où Mojo (en) (un ennemi de Longshot) vit.
- Le Monde noir (« Blackworld »), une dimension semblable à la Terre. Ses développements historiques ont pris des heures par rapport aux siècles sur Terre[31].
- Le Nexus des réalités (« Nexus of All Realities »)[32], situé dans un marais des Everglades en Floride (celui de l'Homme-chose) ; le nom fait également référence à un artefact cosmique, le Cristal M'Kraan.
- La dimension de l'Olympe (« Olympus »), un planétoïde interdimensionnel abritant la patrie des dieux de la mythologie grecque du monde Marvel (Zeus, Hercule, etc.). Inspiré du mont Olympe.
- Otherplace / Otherworld[33]. Aussi appelé les Limbes (« Limbo ») et les Limbes démoniaques. Abrite des démons de différentes tailles, forces et intellects. Demeure de N'astirh, S'ym et anciennement dirigée par Belasco, avant d'être remplacée par Illyana Raspoutine (Magik).
- Le Paradis, une réalité de l'au-delà pour les âmes bonnes, habitée par des anges.
- Le Plan astral (« Astral Plane »), une dimension où toute matière est composée d'ectoplasme.
- Le royaume de la Mort (« Realm of Death »), le lieu extra-dimensionnel où l'entité cosmique conceptuelle la Mort réside.
- Le royaume de Ta-Lo est une dimension de poche adjacente à la Terre qui abrite la race Xian. Ta-Lo est habitée par des créatures mythologiques chinoises, telles que les dragons, les fenghuang, les shishi, les hundun, les jiuweihu et les qilin[34]. Jiang Li, la mère de Shang-Chi, était membre de l'une des rares communautés mortelles de Ta-Lo, connue sous le nom de Qilin Rider[35].
- Le royaume de Tazza (« Kingdom of Tazza »)[36],[37].
- Therea, le monde mystique des personnages Dakimh the Enchanter[38] et Korrek[39],[40].
- WeirdWorld[41].
- La Zone négative (« Negative Zone »), un univers fait d'antimatière qui se contracte au lieu de s'étendre.